# Homeyra
 (juin 2023).
Homeyra (en persan:حميرا) est le nom d'artiste de la chanteuse iranienne,  Parvaneh Amir-Afshari    (en persan: پروانه امير افشاری).
Elle est une ancienne célébrité des années dorées de la musique iranienne.
Après la Révolution iranienne, elle poursuit sa carrière de chanteuse depuis Los Angeles, son lieu de séjour.

## Biographie
Homeyra est née le 17 mars 1945 à Téhéran dans une famille aristocratique originaire de l'est de l'Iran,. Son nom, Amir (émir) Afshari, est révélateur de la richesse de sa famille. Son père était un Malek (grand propriétaire). Mais la distinction de sa famille a été un obstacle à sa passion de chanter.
Elle se familiarise avec la musique iranienne dès son jeune âge. Sa famille donne souvent de grandes réceptions où les plus grands musiciens et chanteurs iraniens sont invités, parmi eux Qamar-ol-Moluk Vaziri et Moluk Zarrabi (fa). Remarquant son penchant pour la musique, son père lui impose aussitôt des restrictions. Il lui interdit de chanter pour ceux et celles qui ne sont pas de la famille et il insiste afin qu'elle chante uniquement pour lui.
À l'âge de 16 ans, Homeyra se marie avec un homme d'affaires iranien d'une éducation allemande. Il lui donne plus de liberté et l'encourage à chanter professionnellement. Donc elle prend des leçons de musique et s'inscrit aux cours de formation vocale. Elle suit en secret des cours du compositeur Ali Tajvidi pendant deux ans, faisant croire à son père qu'elle prend des cours de conduite automobile,.
Selon Ali Tajvidi, sa voix couvre une étendue de six octaves,.
Déçue de son premier mariage, elle consent à divorcer. Le second mariage de Homeyra était avec le musicien iranien, Parviz Yahaghi. Dans une de ses entrevues, elle dévoile avoir rédigé son autobiographie mais hésite à la publier, par crainte de subir le contre-coup par certains éléments de l'industrie de la musique iranienne et d'autres personnalités qui, dit-elle, ont profité d'elle.
Après la révolution islamique, elle est harcelée. Au bout de trois ans, elle se résout à quitter l'Iran par la frontière pakistanaise. Elle séjourne quelque temps en Espagne puis rejoint les États-Unis. Elle se déclare pourtant croyante.

## Carrière
Elle connaît son premier succès à 18 ans avec la chanson Sabram Ata Kon (« Donne-moi la patience ») écrite par Ali Tajvidi. C'est alors qu'elle choisit le nom de scène de Homeyra, afin de ne pas être reconnue de son père. Elle participe à la série de programmes radio Golha (en). Jusqu'en 1979, elle chante surtout de la musique traditionnelle. Ensuite, son répertoire évolue vers la musique pop. Dans les années 2010, elle se produit en concert aux États-Unis, mais aussi à Téhéran. Son album le plus récent est Mahtab-e Eshgh, sorti en 2003. Depuis, elle a publié des chansons, To Bodi, sortie en 2015 et Shama Bi Parvaneh.
Elle a publié de nombreux albums. Elle a également joué dans deux films,.

## Discographie
- Ghanari
- Bahar Bahare
- Vaghti ke Eshgh Miad
- Sar Nevesht
- Montazer Bash
- Ham Zaboonam
- Gozashteh
- Golbarg
- Eshgh-O-Erfan
- Entezar
- Bahar-E-Zendeghi
- Darya Kenar
- Darvishan
- Bahar-E-Eshgh
- KhabKhial
- Hedieh
- Mahtab-E-Eshgh

## Compilations
- Meilleures chansons de Homeyra
- Golhayeh Rangarang